# テレホンカード

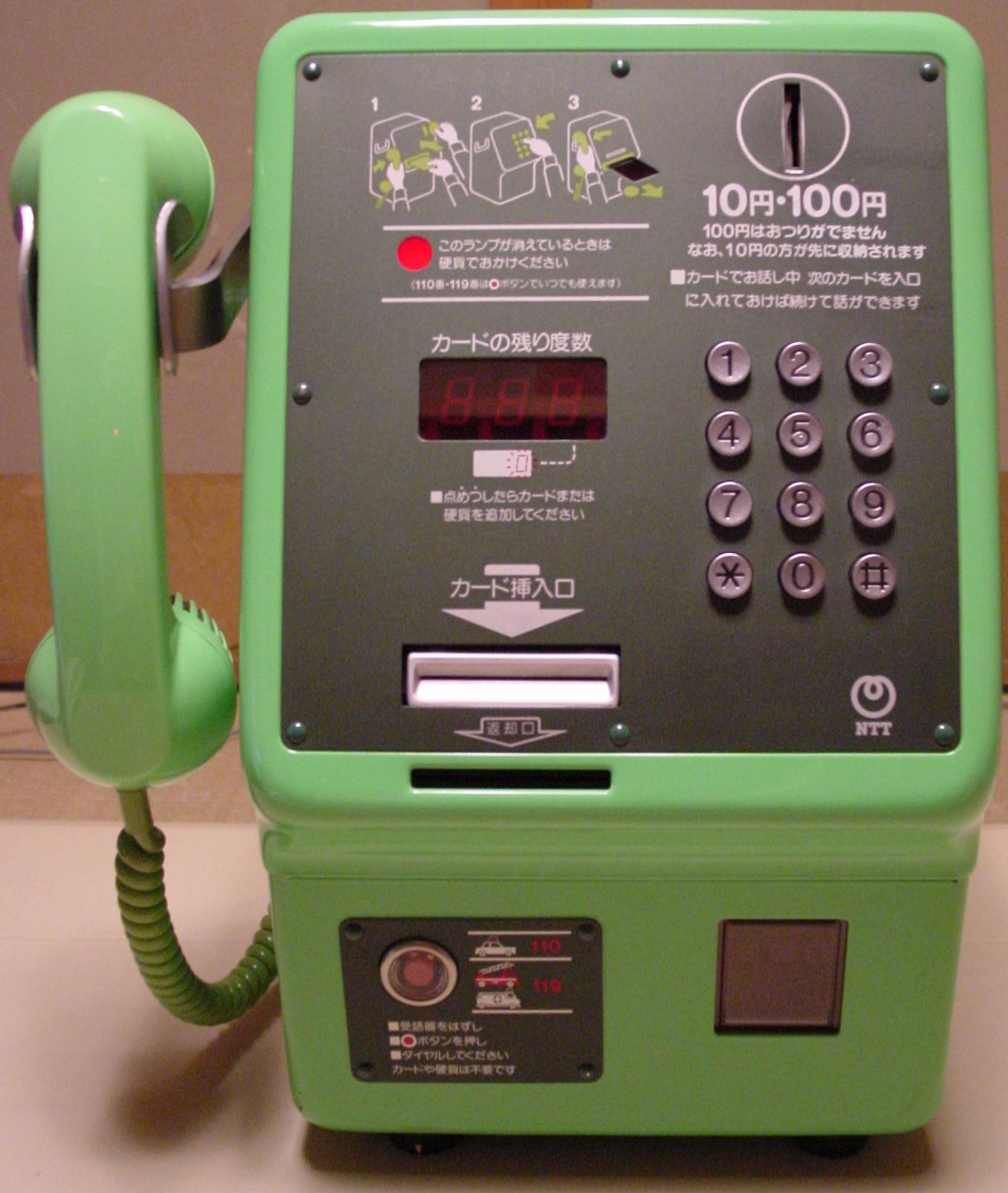
テレホンカードと10円・100円硬貨に対応する磁気テレホンカード公衆電話（MC-3PNC）。卓上や電話ブースに設置される。アナログ回線に接続されている。

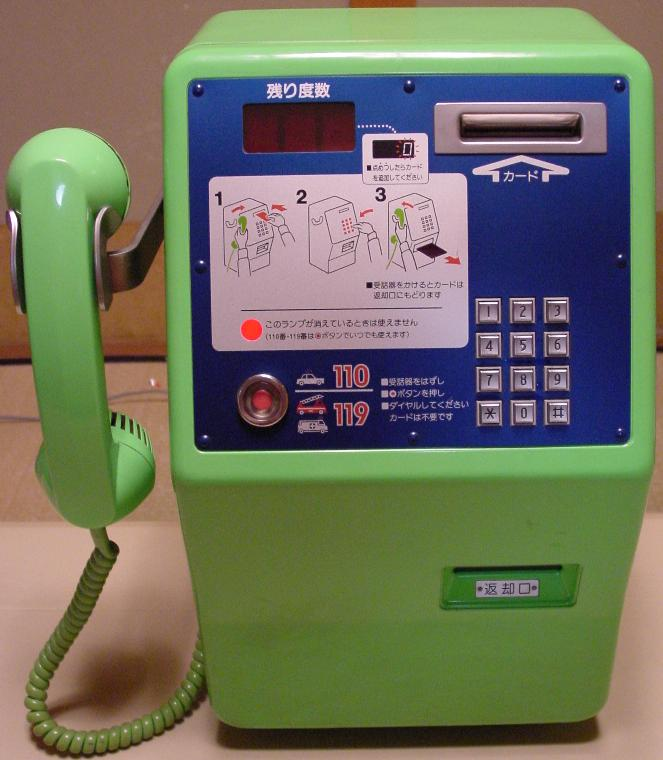
初期の磁気テレホンカード公衆電話（MC-2）

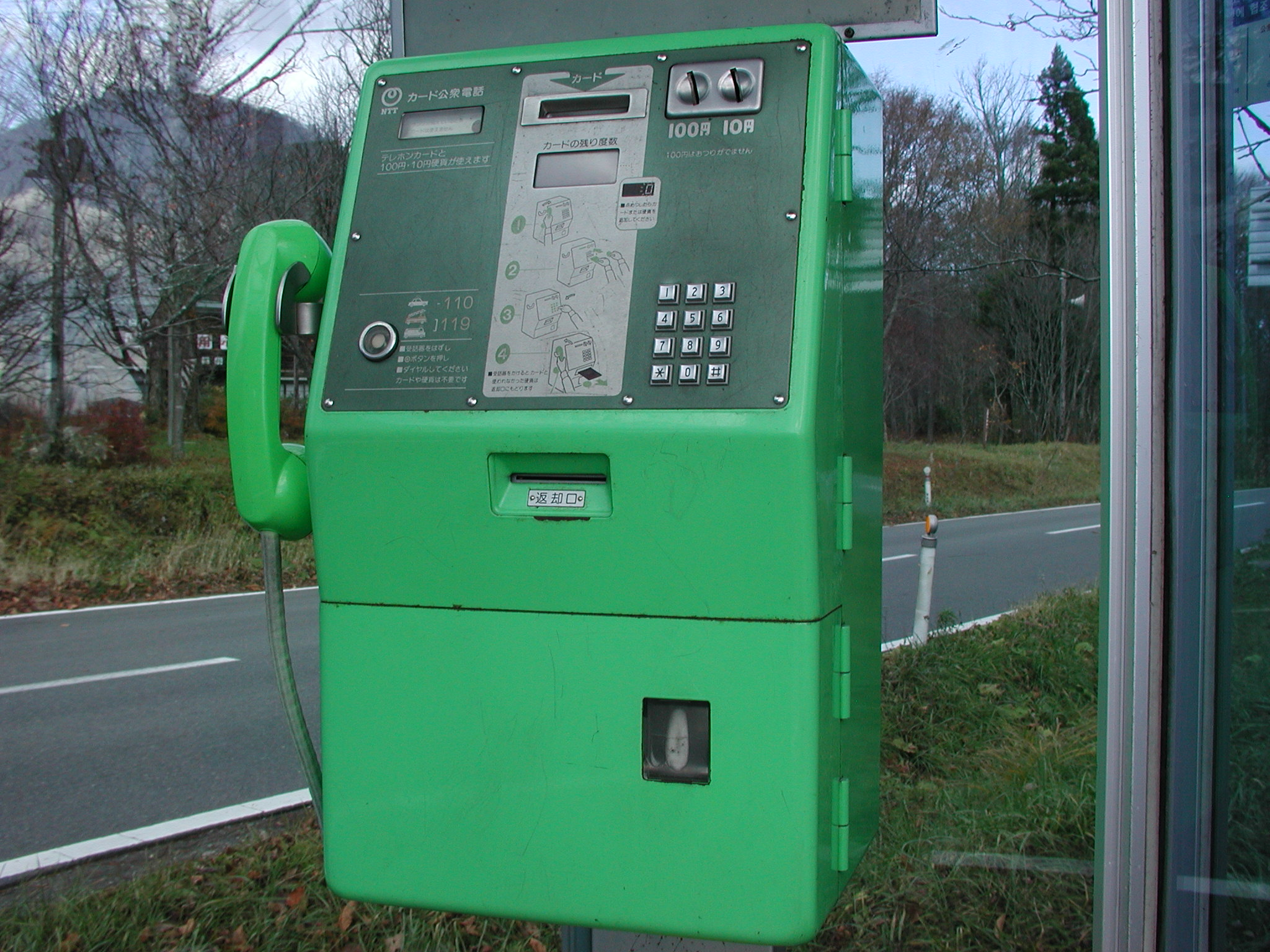
初期の磁気テレホンカード・硬貨兼用公衆電話（MC-1PN、2007年11月撮影。）

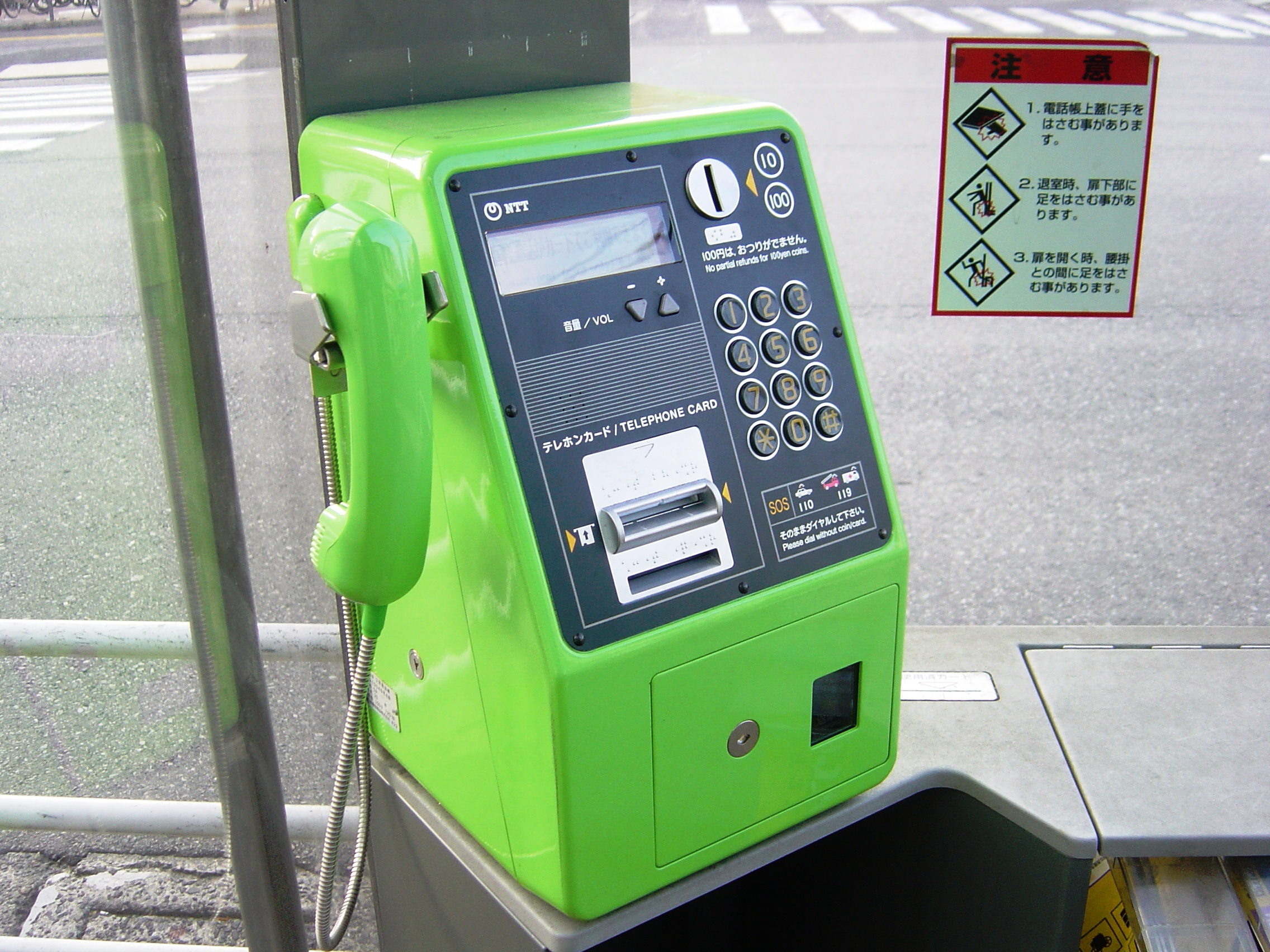
磁気テレホンカード公衆電話（DMC-8A）

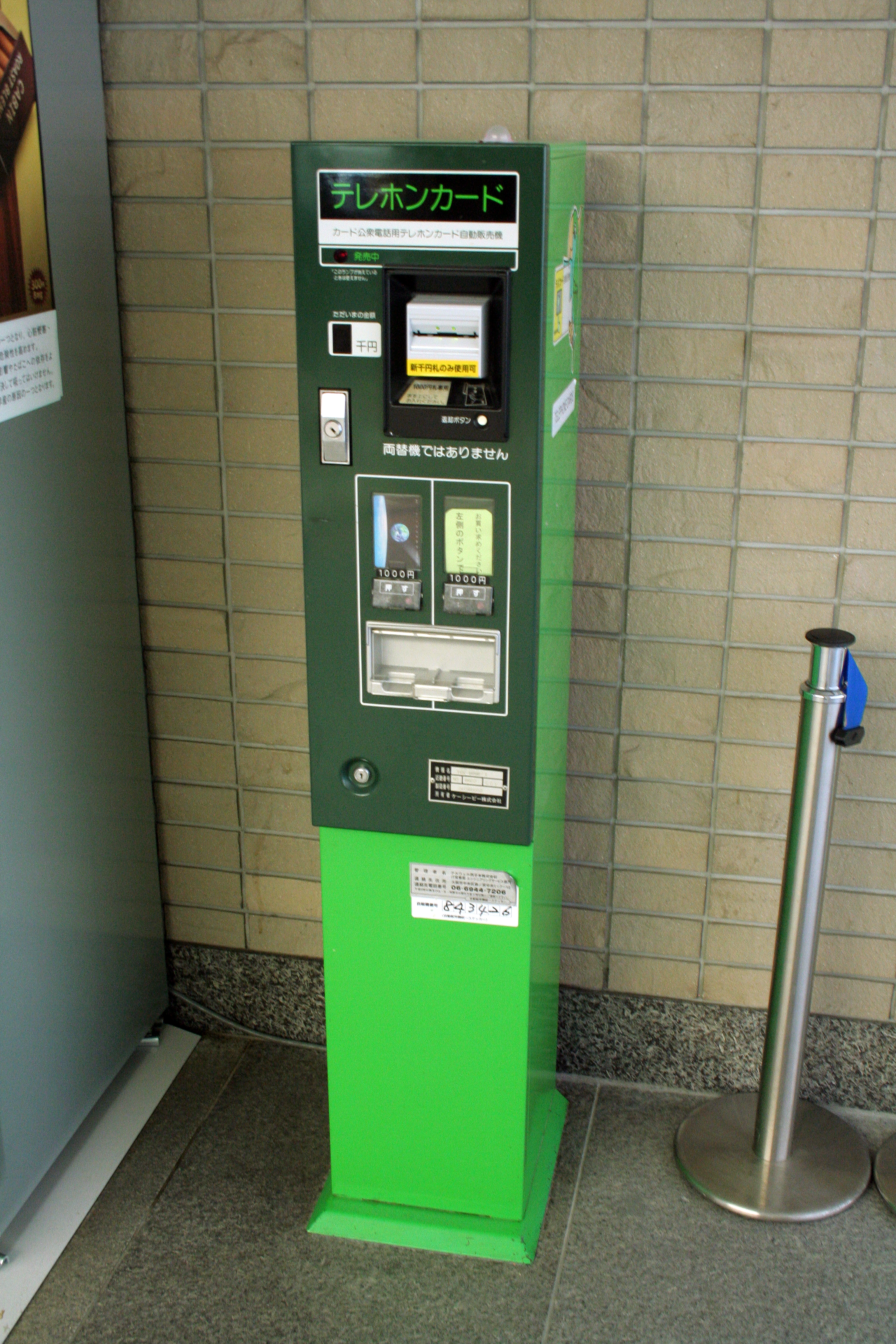
テレホンカード販売機

テレホンカードは、緑色の公衆電話機専用の磁気カードとして、硬貨の代わりに使用できる、プリペイドカードである。
世界最初の公衆電話用プリペイドカードは、1976年にイタリアで発行された。
｢磁気テレホンカード｣または｢電話カード｣とも呼ばれる。

## 日本におけるテレホンカード
日本では1982年（昭和57年）12月23日に日本電信電話公社（電電公社）（現NTT）が発行・発売を開始した。日本で最初に発行されたテレホンカードは、通話度数のみが表記されたシンプルなデザインのもののほか、岡本太郎が製作したデザイン文字が表記されたものがあった。日本で発売・流通し利用ができるものはテレカと呼ばれることが多いが、これはNTTカードソリューションの登録商標である。
テレホンカード対応の公衆電話は首都圏から設置が進められて、全国に普及した。『別冊宝島』の記述によると、1982年のサブカル・流行の1つである。
1972年（昭和47年）に、日本で100円硬貨の利用できる黄色の公衆電話機が設置され始めたが、100円硬貨が電話機の金庫に収納された場合、釣り銭の返却は行われない構造になっている。当初は釣り銭式電話機の開発も検討されたが、製造・運用コストの増嵩が見込まれたため、見送られた。そこで、釣り銭の現金払い出しに代わる手段として、磁気媒体を利用するプリペイドカード式公衆電話が開発・製造された。
カードなので小銭が不要であり、1度数（10円）単位で引き落とされるため無駄がなく、長時間通話時にも常に硬貨を投入し続ける必要がない。設置者側にとっても、金庫が硬貨で一杯になって機能が停止する事態を避けられる他、硬貨集金の巡回経費を節減できるメリットもあった。
テレホンカードが最も利用されたのは1990年代の中頃であり、無線呼び出し（ポケットベル）の普及で10〜20代を中心に、メッセージを送信するために短時間通話で多用された。しかし早くも1990年代の終わりにはポケットベルの利用者減少と携帯電話の普及に伴い、公衆電話の利用やテレホンカードの必要性も減少していった。
一部の医療福祉施設や学校では通信機器を持ち込めなかったり高齢者が使用したりするために、家族などへの連絡に日常的に用いられている。また競輪、ボートレース、オートレース等公営競技の選手養成所では原則として施設内での通信機器の使用を認めていないため、日常の外部との連絡は基本的に施設内の公衆電話であることから、これらの候補生は大量のテレホンカードを所持、利用している。
2010年代に入り、NTT制作発行のテレホンカードは動植物の写真柄から文字のみのシンプルなデザインとなり、2019年9月13日をもってNTTグループによる私製デザインのカード印刷の注文受付も終了した。しかし、過去に発行された電電公社時代のものやタレントやアニメものなど、コレクターズアイテムとしての価値を持ち、現在も有料販売や懸賞であえて希少性を狙い制作されるテレホンカードもある。
なお、NTTでは「テレホンカード」が正式な表記である。

### テレホンカードの種類

#### 磁気テレホンカード
一般的に、テレホンカードと言えばこの磁気テレホンカードを指す。後に登場したICテレホンカードと区別するため、NTTなどではこの呼称を使用している。
発売開始当初は、50度数・100度数・300度数・500度数の4種類が発売された。後に100度数以上のカードについてはプレミアが加えられ、販売価格は据え置きでそれぞれ105度数・320度数・540度数として売り出された。日本で最初に発行されたテレホンカードは、岡本太郎デザインによるものである。
また、発売開始当初は、カード購入時に公衆電話での使用方法を書いた「ご利用の手引き」「テレホンカードが利用できる公衆電話の設置場所の案内（例：都内では江東区役所内など）」も渡された。現在は、ピンク電話やドコモがサービスを提供し山小屋や船舶などに設置されているワイドスターII衛星簡易公衆電話を除くほとんどの公衆電話がテレホンカードを使用できるものになっており、中には硬貨が使用できないテレホンカード専用の公衆電話もある（画像参照。右上の硬貨投入口がある部分に「テレホンカード専用」という表記がある）。
後述の偽造テレホンカード問題のため、現在は50度数と105度数の2種類のみが販売されている。また、106度数以上の残度数があるテレホンカードは、公衆電話では現在使用できなくなっている（ただし、320度数や540度数で発売されたテレホンカードでも、残り度数が105度数以下であれば使用可能である）。
なお、磁気異常などにより使用できなくなってしまったテレホンカードや前述の106度数の残額が残っているカードは、かつてはNTTの各営業所に持ち込むことで、使用できなくなったカードを新しいカードと交換してもらうことができた。現在は合理化で営業所窓口をすべて廃止しているため、NTT東西共に郵送での交換手続きとなっており、専用の電話番号で交換手続きを案内している。
郵送料は 特定記録郵便料金も含め、料金受取人払い扱いでNTT東西が負担している。金券のため内容品が多額の場合、NTT東日本では簡易書留または一般書留料金を差出人の立て替えで発送でき、その場合は交換カードとともに未使用切手を返送してくれる。

#### ICテレホンカード

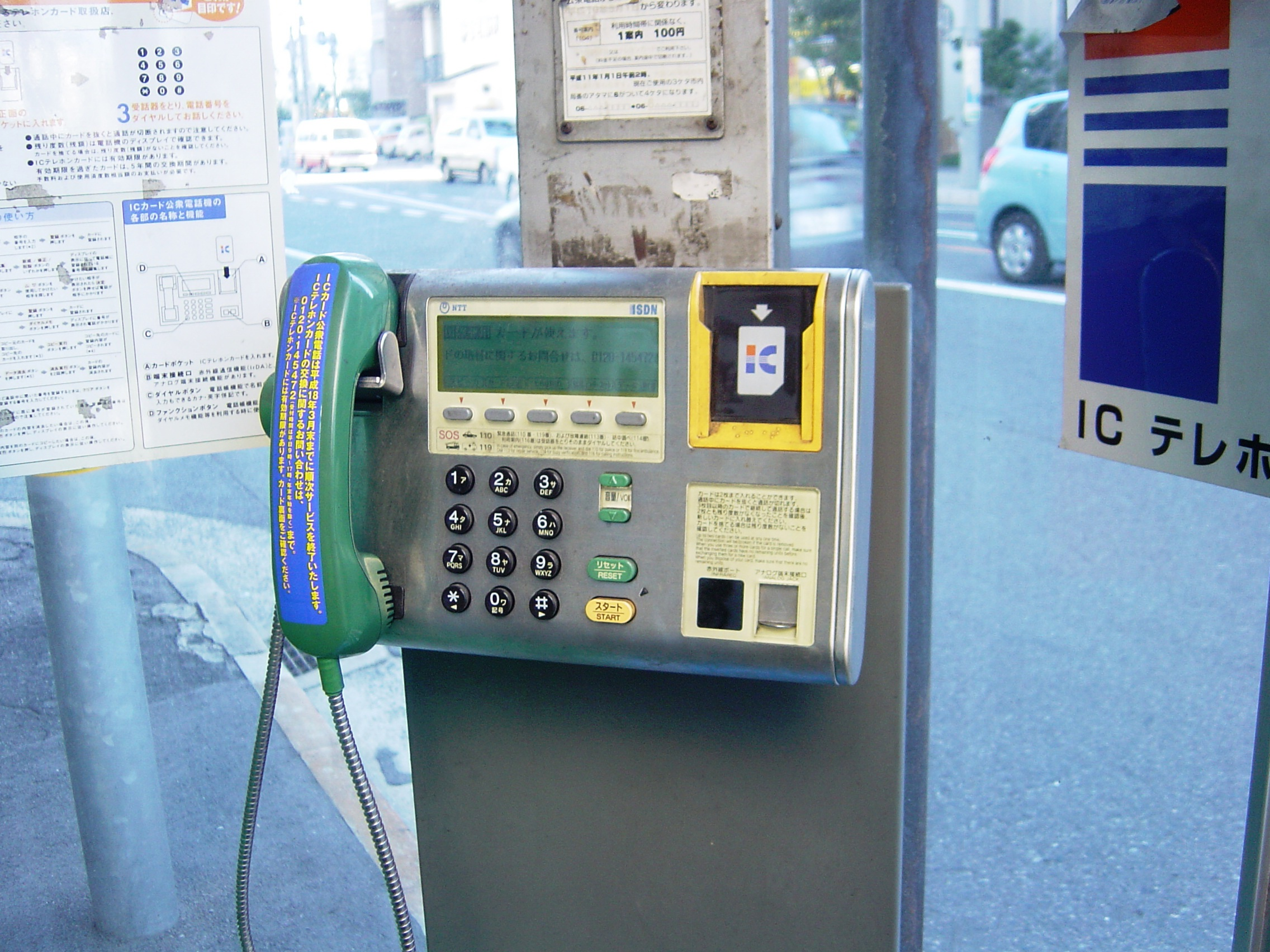
ICカード式専用公衆電話（ICT-2AO、2005年10月撮影）。ISDN回線につながっていたため、サブアドレスを持つISDN電話機への発信や音声通話と共にデータ通信が可能であった。

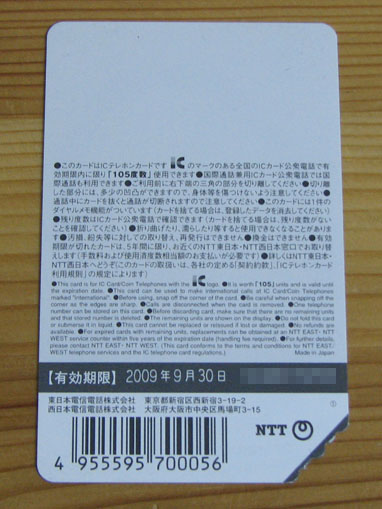
ICテレホンカード（裏面）。カード右下の角を折り取ること（写真のように）で使用できる仕組みである。

1999年（平成11年）、日本で横行する『偽造テレホンカード対策』の切り札として、ICカードを利用したICテレホンカード（ICテレカ）とこれに対応するICカード式専用公衆電話機が登場した。30度数・50度数・105度数・210度数・320度数の5種類があった。このうち、30度数と50度数は注文を受けて製作する商品であり、一般に流通していたのは105度数と210度数のカードであった。ICカード規格としては ISO/IEC 14443 Type Aを採用しており、日本で広く普及したFeliCaとは異なる規格であった。また、ICカードの特徴を活かし、2枚重ねての利用も可能であった。
「ICカードであるゆえに従来の磁気カードのような偽造はほぼ不可能」と発表され、105度数を超える高額テレホンカードも210度数と320度数で復活するなど鳴り物入りで登場したICテレカであったが、以下のような問題があった。
- 互換性の問題

ICテレカには従来の磁気カードとの互換性がなく、専用のICテレカ対応公衆電話機でしか利用できず、ICテレカ対応電話機では従来の磁気カードは利用できない。
- 専用公衆電話の設置台数が少ない

専用公衆電話の設置台数は従来型の1割程度にとどまったため、公衆電話を利用するにはICテレカだけではなく、従来の磁気テレカも持ち歩く必要があった。
- 有効期限の問題

ICテレカには有効期限が設定されており、有効期限を過ぎたカードは使用できない。ただし有効期限到来後5年以内のICテレカはその残度数に相当する磁気テレカと交換することで、従来型公衆電話で引き続き使用できた。
- 独自機能の問題

ICテレカにテレカそのものに電話番号を記録させる機能があった。30度数・50度数・105度数・210度数には電話番号を1つだけ記憶でき（ダイヤルメモ機能）、320度数には電話番号を10件登録できる（電話帳機能）が、ダイヤルメモと電話帳の両機能は別々の機能であり、記録した電話番号の引き継ぎはできず、特段便利といえるものではなかった。
- 入手性の悪さ

購入方法はICテレカ対応電話機そばに設置された自動販売機、あるいは電話機近辺の売店等のみに限られ、磁気テレカに比べて入手性が著しく劣った。
- 残り度数の確認方法の問題

使用中にパンチ穴があき、残り度数の目安を目視で確認できる磁気式テレカと違い、ICテレカには残り度数を利用者側で確認する仕組みがなかった。手元のICテレカの残り度数を確認するにはICテレカ対応公衆電話を探し出して手元のカードをかざし、電話機のディスプレイに残り度数を表示させる必要がある。
- 知名度の低さ

ICテレカは対応する公衆電話機が少ない、期限内に使い切る必要がある、回路部分が破損しやすいなど利用者側のデメリットが目立つ。その一方、ICテレカのメリット（電話番号の記憶機能や105度数超の高額カードの復活など）や有効期限切れ時の対応などは十分に周知、広報されておらず、知名度の点で磁気テレカに遠く及ばなかった。
2002年（平成14年）に開催された2002 FIFAワールドカップではノベルティとして記念ICテレカが販売されたものの、先に挙げたデメリットや公衆電話需要の減少が災いし、ICテレカの利用状況は低迷し続け、縮小から消滅に至った。
まずICテレカの券種のうち、30度数・50度数・210度数・320度数が販売を終了し、105度数のみの販売となった。ICテレカ登場から9年後の2006年（平成18年）3月末にICカード公衆電話サービスが終了し、ICテレカも廃止された。ICテレカ対応公衆電話機は撤去され（ICテレカ・硬貨併用を含む）、磁気テレカ対応公衆電話機もしくは硬貨専用公衆電話機のみが残ることになった。
ICカード廃止後も磁気カードの交換申し込みは従来通り、有効期限到来後5年以内に限り対応した。最後に発売されたICテレカである有効期限2011年（平成23年）9月30日のICテレカが2016年（平成28年）9月30日をもって交換期限満了となり、ICテレカの交換業務はすべて終了した。

### 偽造テレホンカード問題
磁気テレホンカードが広く流通するようになるにつれ、使用済カードに新たに磁気情報を加えて、再び使用可能とした、いわゆる「偽造テレホンカード」（または「変造テレホンカード」「偽テレ」とも）も広く流通するようになり、社会問題に発展した。同様の事態はオレンジカードやハイウェイカードでも起きていた。
一部のカード式公衆電話では国際電話をかけられるようになったことで、磁気テレホンカードの需要の高まりから、主に外国人により売られていた偽造テレホンカードが大量に出回った。
当初のカード式公衆電話機は偽造対策が脆弱であったため、「永久使用テレカ」なるものも生まれていた。また、偽造テレホンカードを用いて国際電話をかけたり、ダイヤルQ2に繋いでNTTから情報料を詐取する、といった不正行為が増加したため、NTT側も偽造テレホンカード対策に乗り出した。
この結果、320度数・540度数のテレホンカードが1991年（平成3年）12月28日に使用廃止された。翌1992年（平成4年）からはテレホンカードで国際電話がかけられる公衆電話は激減した。電話機自体もカードリーダーライターの交換や改造が施され、106度数以上のカードは度数を読み取り表示するものの、電話機から排出されるようになった。
当時は、この行為を直接取り締まる法律がなく、警察は偽造カードの不正使用者については『変造有価証券行使罪』を適用して、摘発に当たった。ただ、当時のこの法律では「使用した時点で触法行為」で、現行犯逮捕での身柄拘束しかできない反面、偽造テレホンカードを所持しているだけでは、たとえ職務質問で発見できても、逮捕摘発ができないといった弊害も生まれていた。現在は、2001年（平成13年）の刑法改正によって、テレホンカード等のプリペイドカードは、刑法163条の2の支払用カードに当たることになり、人の財産上の事務処理を誤らせる目的で電磁的記録を不正に作れば、支払用カード電磁的記録に関する罪（支払用カード電磁的記録不正作出罪）が適用されることとなっている。

### 発行枚数・金額
日本の磁気テレホンカードはピーク時の1995年（平成7年）度には年間4億353万枚を発行したが、2021年（令和3年）度には年間130万枚に減少している。販売金額でのピークは1994年（平成6年）度の年間2793億円である。
日本のICテレホンカードはピーク時の2002年（平成14年）度に年間325万枚・32億円を発行した。

### テレホンカードの券種

#### 磁気テレホンカードの券種
- 販売中
  - 50度数：500円
  - 105度数：1,000円
- 販売終了
  - 100度数：1,000円
  - 300度数：3,000円
  - 320度数：3,000円
  - 500度数：5,000円
  - 540度数：5,000円

#### ICテレホンカードの券種
- いずれも販売終了（利用も不可）
  - 30度数：1,000円（注文で製作するもののみ）
  - 50度数：2,000円（注文で製作するもののみ）
  - 105度数：1,000円
  - 210度数：2,000円
  - 320度数：3,000円

### 特殊なテレホンカード
カードを挿入すると、自動的に指定番号にダイヤルするオートダイヤルカードがある。バリエーションとしては以下のものがある。
- カードに度数を持ち、カードを挿入すると登録された番号に発信するカード

KDDが在日外国人向けのプロモーションに、「001」を自動でダイヤルし、そのまま国番号や電話番号を入力し国際電話をかけられるようにするカードがあった。
電話番号案内サービス「104」がカードを発行し、案内を有料化した際に利用料金を引き去ることができるカードがあった。
- カードに度数を持たないが、カードを差し込むと指定されたフリーダイヤル等着信先課金番号に発信するカード。ほとんどのものに有効期限がある。
  - 損害保険会社が自社の自動車保険加入者に、事故に遭遇した時に対応窓口へかけられるカードを配布。
  - 航空会社が顧客の囲い込みのため、予約センターに発信するカードを配布。挿入方向の違いにより、1枚のカードで国内線と国際線の2つの番号を呼び出すことができるものが多かった。
  - 日本自動車連盟に20年以上継続している会員向けに配布。
  - タクシー会社が自社タクシーを利用してもらうため、顧客に配布。
  - 顧客サービス以外では、企業が従業員と自社オフィスへの連絡のために、度数付や着信先課金のオートダイヤルカードを持たせた例もある。
- カードに度数を持たず、指定の特番に発信するカード

これを応用したものが、NTTカードCなどである。
第二電電（DDI）、日本テレコム（JT）、日本高速通信（TWJ）の国内通信会社3社も同様に、請求書にて後日課金サービスを行うカードを発行した。
なお、NTTカードソリューションで制作していたオートダイヤルカード（フリーダイヤル・フリーアクセスカード含む）は、需要の減少により2019年（令和元年）9月13日をもって制作受付を終了した。

### 通話料金への充当
1989年（平成元年）10月より、未使用であればNTT東日本・NTT西日本の固定電話（ひかり電話含む）の通話料の支払いに充当できる扱いがなされている。
充当する場合、手数料として1枚あたり税抜50円が通常の請求書にて一括して請求され支払うこととなる。テレホンカードの預かり金額が通話料より多い場合、翌月以降も預かり金額の相殺が終了されるまでは繰り越して充当処理される。
対象のカードは未使用の50度数・100度数・105度数のみで、穴が開いている使用途中のものや、先述の高額未使用カードを預け充当することはできない。高額未使用カードは一旦、50度数・105度数カードへの交換手続きを行い、交換後のカードを送付する。なお、105度数のうち付加された度数（5度数のプレミア分）は充当対象外となる。充当は通話料のみであり、基本料金やNTT系以外の00XXを付けた他社国内通話料などへの充当はできない。
固定電話の通話料の支払いに充当したい場合、東日本地域はホームページ掲載の申込書と封筒を印刷し、郵送。印刷する環境がない場合は116番へ連絡する。西日本地域はホームページ掲載の無料電話番号へ「未使用カードを固定電話通話料へ充当したい」と連絡。後に郵送される支払充当申込書と充当するカードを返信用封筒で返送すれば、手続きが完了次第通話料に充当される。なお、郵便料金についてはかつては申込者による自己負担であったが、現在では特定記録郵便による料金受取人払扱いとなっており、NTTが負担している（かつてNTTの営業所窓口があった時代は、窓口にて申請することができた。現在すでに合理化で営業所窓口をすべて廃止し、先述の磁気異常等のカード交換も同様に受取人払いの郵送で行っている）。
預かり残額のある固定電話を廃止する場合などは、残額を他の電話番号に振り替え、充当することもできる。他に振り替える番号がないなどの場合は、105度数・50度数の順にテレホンカードで返還し、500円に満たない金額については銀行振込にて返金される。ただし、図柄は全てNTTが新規発行したものとなり、預かり時に支払った手数料は返還されない。
かつて発行されていたICカードについても充当可能（手数料は1枚あたり税抜100円）だったが、発行済みの当該カードの有効期限が全て満了したことにより、通話料への充当取り扱いが終了した。

## 欧米におけるテレホンカード

### 歴史
ヨーロッパではフランスを中心に1980年代にはテレホンカードのIC化が始まった。しかし、初期のICテレホンカードはCPUの無い安価なもので、一般のICカードとは区別され「チップカード」という呼び名が用いられた。

### アメリカ合衆国

カードの例、米国ロードアイランド州Olneyvilleにて（2008年）

アメリカ合衆国の公衆電話の支払いの方式には、コイン式、クレジットカード式、コーリングカード式がある。このうちコーリングカード（calling card）はプリペイドカードであるが、日本のテレホンカードとは異なり、カードを直接電話機に挿入して使用するものではない。
通常、コーリングカードには表面に通信会社の名前とコーリングカード番号が記載されており、裏面には使用方法やアクセス番号が記載されている。コーリングカードを使用する場合、電話会社へのアクセス番号をダイアルした後に音声案内に従って操作する。番号別にオプション（長距離電話など）があり、コーリングカード番号とPIN（暗証番号）を入力した後、電話番号をダイアルすると相手方に電話をかけることができる。
なお、アメリカ合衆国ではクレジットカードを電話機に通して通話料金をカード決済で支払う公衆電話もみられる。

## テレホンカードの流通

### コレクターズアイテム
多種多様なカード表面のデザインが存在するため、発行当初からコレクターズアイテムとしてのポジションも確立した。テレホンカード全盛の頃は、電電公社時代に発売されたり、使用済カードも含め、非売品（ノベルティ）や限定品など希少性のあるもの、特定のアイドルやタレントのテレホンカードなどは、50度数（使用済カードも含む）でも数十万円もの価格で取引された時期もある。テレホンカード毎の時価が記載されたコレクター向けの雑誌やカタログなども多数発行された。
また、コレクターの団体も各地に発足し、コレクター間の情報交換やテレホンカードの交換・授受の場としても利用された。東京都を拠点とする「テレカ収集協会」（松田英孝会長）は、それら団体の中では最大の規模であり、毎月1回交換会を池袋で行っていた。
上記の通り、公衆電話での利用機会が激減していることもあり、現在ではプリペイドカードとしてよりもコレクターズアイテムとしての比重が高くなっている。

### 宣伝媒体
オリジナルの絵柄をプリントしたフリーデザインのテレホンカードを作成することが可能であるため、一時期は記念品や商品の特典（ノベルティ）や、新規オープンの店舗が名刺代わりに配布するなど贈答用としても有効活用された。

### 古物市場での売買
全盛期と比較すると収集品や公衆電話での利用のための市場は縮小しているが、利用するための入手はコンビニエンスストアなどで現在も販売しているものの、その認知度は低い。また、ひかり電話の広い普及により、前述の通話料金への充当制度を利用し、企業の通話料金を正規価格より安価で行う支払い代行企業が存在する。
そのため古物商（金券ショップなど）では現在も主要な金券として売買されている。
また、個人による収集品の放出のため（いわゆる「断捨離」や家族の遺品整理なども含めて）、インターネットオークションやフリーマーケットサイトなどでも取引がなされている。

### 慈善団体への寄付
困窮者救済などを事業とする慈善団体の中には、財源確保としてテレホンカードを受け入れているところがある。未使用品はもちろん、使用済み品についても、ある程度のコレクターがいるため、現在でもインターネットオークション等でまとまった枚数の売買が行われている。

### 宿泊料金への充当（終了）
かつては、宿泊施設によっては、未使用のテレホンカードをその額面分ないしそれに近い分を宿泊料金に充当するサービスを実施していたこともある。なお、このサービスは各施設独自に定めているものであり、発行者（NTT）の施策・約款とは関係ない。
東横インではプレミアを除いた額面分が、福山ニューキャッスルホテル（福山市）においては額面の80%に換算した金額分が、それぞれ宿泊料金に充当することができた。ただ、東横インは2010年（平成22年）7月31日をもって取り扱いを終了し、福山ニューキャッスルホテルも時期不明ながら取り扱いを終了している。